# The Dub
The Dub es una comedia muda estadounidense perdida de 1919 dirigida por James Cruze y escrita por Edgar Franklin y  M. Ritchey. Fue protagonizada por Wallace Reid, Charles Ogle, Ralph Lewis, Raymond Hatton, Winter Hall, y Nina Byron. La película fue estrenada el 19 de enero de 1919, y fue distribuida por Paramount Pictures.

## Reparto
- Wallace Reid como John Craig
- Charles Ogle como George Markham
- Ralph Lewis como Frederick Blatch
- Raymond Hatton como Phineas Driggs
- Winter Hall como Burley Hadden
- Nina Byron como Enid Drayton
- Guy Oliver como Robbins
- Harry O'Connor como James
- William Elmer como Ladron Bill
- Clarence Geldart cuando el empleado de Craig